# Coleophora amaranthella
Coleophora amaranthella é uma espécie de mariposa do gênero Coleophora pertencente à família Coleophoridae.